# Pachydota palmeri
Pachydota palmeri är en fjärilsart som beskrevs av Rothschild 1910. Pachydota palmeri ingår i släktet Pachydota och familjen björnspinnare. Inga underarter finns listade i Catalogue of Life.